# Microgaster deductor
Microgaster deductor är en stekelart som beskrevs av Nixon 1968. Microgaster deductor ingår i släktet Microgaster och familjen bracksteklar. Inga underarter finns listade i Catalogue of Life.